# Canon EOS 5D Mark III
Canon EOS 5D Mark III là máy ảnh phản xạ ống kính đơn kỹ thuật số full-frame bán chuyên 22.3 megapixels sản xuất bởi Canon.
Tiếp nối EOS 5D Mark II, 5D Mark III được Canon ra mắt ngày 2-3-2012, đúng ngày kỷ niệm 25 năm ra đời máy đầu tiên của dòng EOS: EOS 650, cũng là ngày sinh nhật thứ 75 của Canon. Mark III được lên kệ bán chính thức cuối tháng 3 với giá $3,499 tại Mỹ, £2999 tại Anh và €3569 tại châu Âu. Tại Việt Nam, máy được ra mắt 4-2012 với giá khởi điểm 89 triệu đồng (chỉ thân máy), phân phối chính hãng bởi công ty Lê Bảo Minh. 5D Mark III được bán ra với lựa chọn chỉ thân máy hoặc theo bộ kèm ống kit EF 24-105mm f/4L IS USM.

## Đặc điểm
Các điểm mới so với EOS 5D Mark II là:
- Độ phân giải tối đa tăng lên 22.3 megapixels (5D Mark II là 21.1 megapixel)
- Bộ xử lý hình ảnh DIGIC 5+ (so với DIGIC 4)
- ISO chuẩn tối đa tăng lên 25600 (các tùy chọn mở rộng gồm 50, 51200, 102400) – so với ISO chuẩn tối đa 6400 (và ISO mở rộng 50, 12800, 25600)

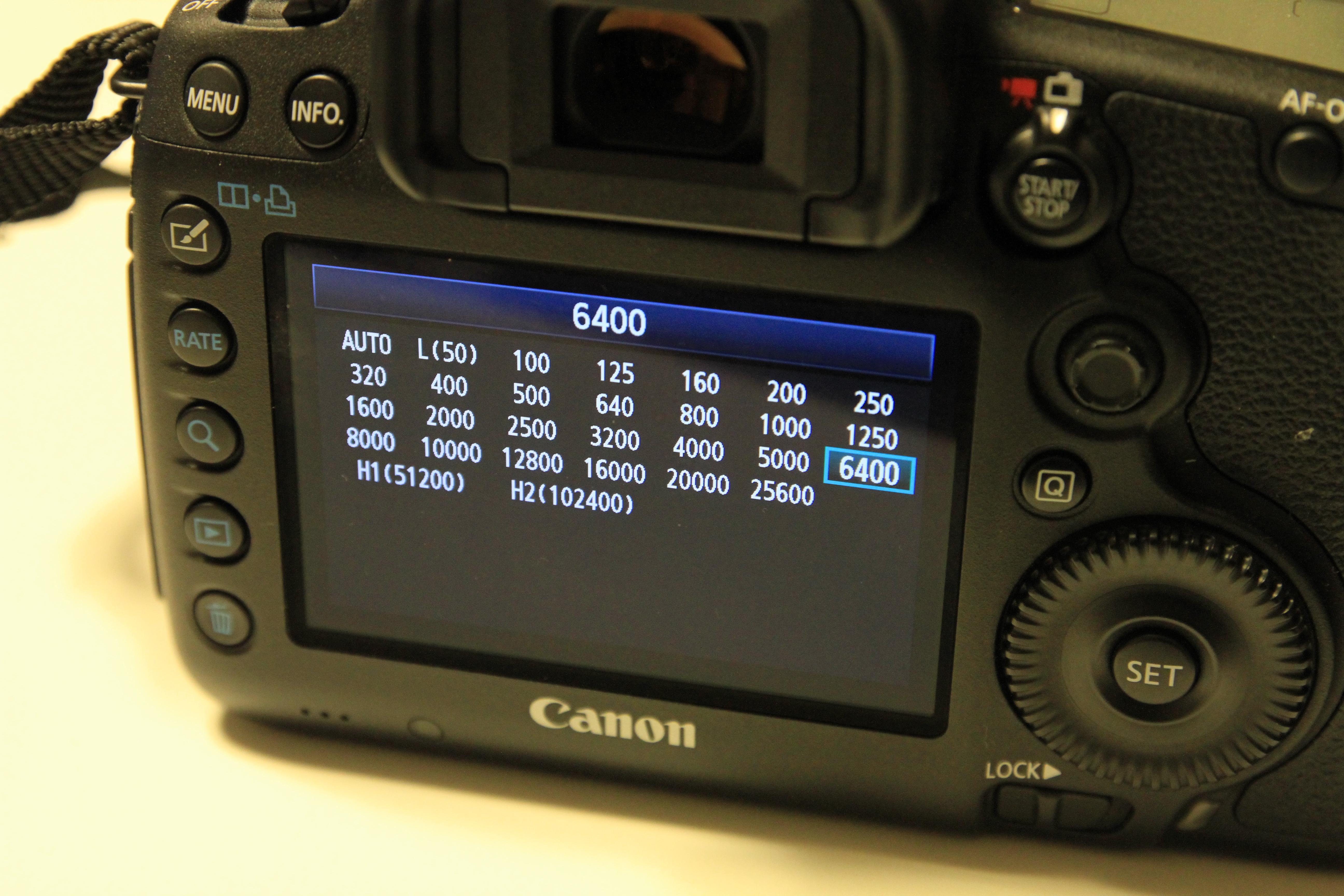
dải ISO chuẩn và mở rộng của 5D Mark III

- Hệ thống lấy nét tự động mới 61 điểm "High-density Reticular AF", AI Servo III, trong đó có 41 điểm dạng ngang dọc, 5 điểm chính giữa ngang dọc chéo (double cross-type), có nhiều tùy chọn điểm lấy nét hơn:
  - Theo tiêu điểm
  - Theo điểm
  - Điểm mở rộng (4 điểm)
  - Điểm mở rộng (8 điểm)
  - Vùng (chiều cao là 3 điểm)
  - Tự động (61 điểm)

so với chỉ 9 điểm + 6 điểm hỗ trợ trên 5D Mark II. Hệ thống lấy nét của 5D Mark III thừa kế từ EOS-1D X, và đánh dấu lần đầu tiên kể từ máy film SLR EOS-3 mà Canon đưa hệ thống lấy nét tốt nhất lên thân máy không thuộc dòng 1D.
- Thừa kế thiết kế trình đơn kiểu mới từ 1D X, có 6 mục lớn, từ trái sang gồm: Chụp ảnh, Lấy nét tự động (AF), Xem lại hình, Các thiết lập, Custom functions, menu nhanh do người dùng tự thiết lập. Menu AF mới xuất hiện, có tùy chọn các trường hợp lấy nét khi chụp các môn thể thao/các hình thái chuyển động khác nhau khi chúng lọt vào khu vực điểm lấy nét từ Case 1 cho tới Case 6, độ nhạy bám nét, tốc độ AI servo... Thiết kế menu này về sau tiếp tục xuất hiện trên 1DX Mk II, 5D Mk IV, 5DS/5DSR, 7D Mk II, 80D, tuy nhiên ở 80D sẽ không có menu AF..
  - Mục Shooting (màu đỏ): 4 tab (hoặc 6 nếu chuyển sang quay video)
    - Tab 1: Chất lượng ảnh; Thời gian xem lại ảnh; Thời gian xem lại ảnh; Nhả màn chập mà không có thẻ nhớ; Sửa lỗi ống kính; Thiết lập điều khiển flash rời Speedlite; khóa gương lật
    - Tab 2: Bù phơi sáng: dùng vòng xoay nhanh ở lưng máy để chỉnh bù phơi sáng, dùng bánh răng phía trước điều chỉnh mức độ phơi sáng cho các ảnh trong chế độ đa phơi sáng trong khoảng ±3EV tính từ ảnh tối nhất đến ảnh sáng nhất; ISO; Trình tối ưu sáng tự động; Cân bằng trắng; Cân bằng trắng tùy chọn: chọn 1 ảnh rồi lấy dữ liệu cân bằng trắng từ đó làm dữ liệu chuẩn cho chế độ này; Cân bằng trắng tùy chọn theo bảng màu trong máy; Không gian màu.
    - Tab 3: Phong cách ảnh; Giảm nhiễu phơi sáng dài; Ưu tiên tông màu sáng; Xóa dữ liệu rác; Chế độ đa phơi sáng; HDR
    - Tab live view: Bật/tắt live view; Chế độ lấy nét tự động trong live view; Kiểu vạch kẻ ô khung hình; Tỉ lệ khung hình; Exposure simulation; Chế độ chụp yên lặng; Metering timer.
    - Tab quay video 1: Chế độ lấy nét; Vạch kẻ khung hình; Định dạng cỡ khung hình video; Ghi âm; Chế độ chụp yên lặng; Metering timer
    - Tab quay video 2: Mã thời gian; Điều khiển yên lặng; Nút ghi hình

  - Mục AF (màu hồng tím): 5 tab
    - Tab 1: trường hợp lấy nét tự động gồm 6 trường hợp, đặc biệt hữu ích khi chụp chuyển động nhanh nói chung và chụp thể thao, thú hoang dã di chuyển nói riêng.
    - Tab 2: Ưu tiên AI servo từ hình 1; Ưu tiên AI servo từ hình 2
    - Tab 3: Lấy nét bằng tay khi dùng ống kính có motor USM; Bật đèn hỗ trợ lấy nét; Ưu tiên One-shot
    - Tab 4: Truyền động ống kính khi lấy nét tự động không khả dụng; Lựa chọn điểm lấy nét; Lựa chọn chế độ vùng lấy nét; Chọn nút dùng để chọn chế độ vùng lấy nét; "Orientation linked AF point"
    - Tab 5: "Manual AF pt. selec. pattern"; Hiển thị điểm lấy nét khi đang lấy nét; Hiển thị VF; AF Microadjustment

  - Mục xem lại (màu xanh lam): 3 tab
    - Tab 1: Khóa hình; Xoay hình; Xóa hình; Đặt lệnh in; Copy ảnh (từ thẻ SD sang CF hoặc ngược lại); Xử lý ảnh thô
    - Tab 2: Đặt lại kích cỡ ảnh; Đánh số sao cho ảnh; Xem ảnh dạng trình diễn slide; Chuyển ảnh; Thiết lập xem lại bao nhiêu ảnh khi sử dụng bánh răng phía trước.
    - Tab 3: Cảnh báo cháy sáng trong ảnh; Hiển thị điểm chọn lấy nét trong ảnh; Xem lại nhiều ảnh cùng lúc (các ảnh xếp hàng theo dạng ô lưới); Histogram; Đếm thời gian đã quay video; Độ phóng đại (zoom ảnh to ra bao nhiêu lần khi xem lại); Điều khiển qua HDMI.

  - Mục thiết lập chung (màu vàng): 4 tab
    - Tab 1: chọn thẻ lưu trữ; Đánh số cho file; Đặt tên cho file; Xoay hình; Định dạng lại thẻ nhớ.
    - Tab 2: Tắt máy tự động sau bao lâu (tương tự như chế độ "ngủ" của máy vi tính, máy ảnh sẽ ngay lập tức hoạt động trở lại khi người dùng ấn vào nút nào đó, nút tắt bật vẫn đang bật); Chỉnh độ sáng màn hình; Cài đặt ngày giờ; Cài đặt ngôn ngữ; Làm sạch cảm biến; "VF grid display"
    - Tab 3: Hệ video (PAL hoặc NTSC); Thông tin về tình trạng pin; Làm sạch cảm biến; Tùy chọn cài đặt cho nút DISP; Tùy chọn cài đặt gán cho nút Rate.
    - Tab 4: Tùy chỉnh trong 3 chế độ C; Xóa tất cả các cài đặt máy; Thông tin bản quyền; Firmware

  - Custom Function (màu da cam)
  - Menu nhanh do người dùng tự thiết lập (màu xanh lục)

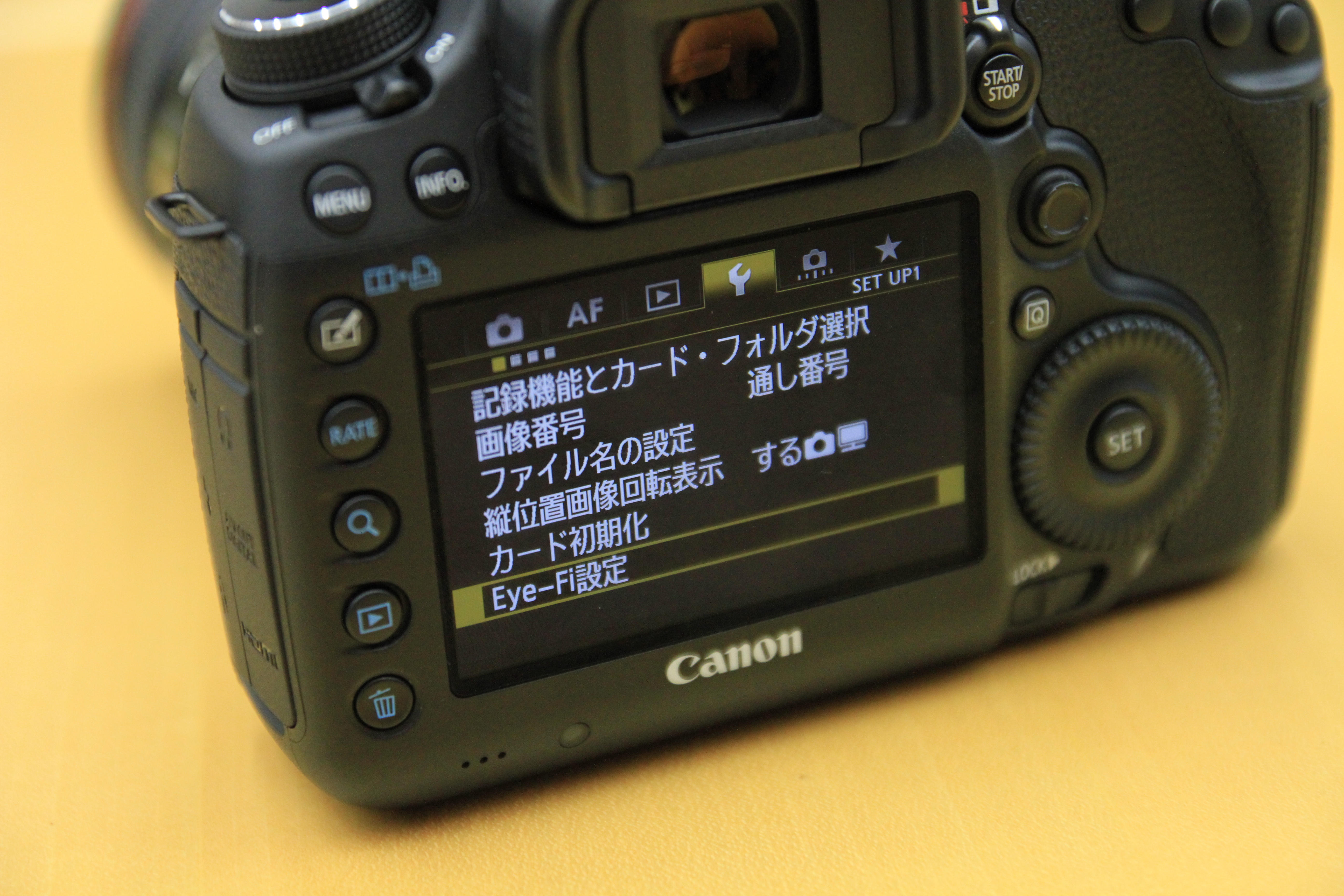
Thiết kế trình đơn kiểu mới của 5D Mark III, thừa kế từ 1DX

- Tốc độ chụp liên tiếp tăng lên 6 hình/s (3.9 hình/s trên 5D Mark II)
- Chế độ đa phơi sáng lên với ±3 EV (2, 3, 5, 7 tấm với bước nhảy 1/3 EV, 1/2 EV)
- Cảm biến đo sáng mới 2 lớp 63 vùng – so với cảm biến đo sáng toàn khẩu TTL 35 vùng
- Xuất hiện chế độ chụp yên lặng mới, giảm âm thanh và rung động trong quá chình chụp – so với chế độ im lặng chỉ trong live view.
- Ống ngắm quang học có độ bao phủ 100% và độ phóng đại 0.71x - so với độ bao phủ 98%
- Màn hình LCD 3.2" (8.1 cm) tỉ lệ 3:2 1.040.000 chấm (Màn hình LCD 3"/7.5 cm 920,000 chấm, tỉ lệ 4:3 trên 5D Mark II). Điều này có nghĩa là ảnh sẽ được hiển thị vừa hết màn hình trên Mark III, trong khi hình ảnh hiển thị ở Mark II không kín màn hình, xuất hiện phần trống ở trên và dưới đáy màn hình. Và việc quay video trên Mk III LCD sẽ được hiển thị tốt hơn, so với trên Mk II.
- Cổng cắm tai nghe (Mark II không có)
- 2 khe cắm thẻ nhớ: thẻ CompactFlash (CF) loại I (hỗ trợ UDMA-7) và thẻ SD/SDHC/SDXC, tuy nhiên lại không hỗ trợ thẻ SD dùng chuẩn UHS-I – Mark II chỉ có 1 khe cắm thẻ CF.
  - 5D Mark III có hỗ trợ thẻ SD Eye-Fi.
- Eyecup Eg – so với Eyecup Eb
- Chống thời tiết (chống nước, bụi, chứ không chịu nước) – Mark II không chống thời tiết

## Lỗi
Canon xác nhận lỗi hở sáng của màn hình LCD, ánh sáng từ màn hình LCD bị rò rỉ có thể ảnh hưởng đến cảm biến đo sáng khiến các giá trị của máy bị sai lệch. Bất kỳ máy nào bị lỗi này sẽ được Canon sửa miễn phí, và các máy được đưa đi sau tuần đầu tháng 5-2012 đã được sửa lỗi này, dán thêm miếng băng dính đen phía dưới màn hình LCD phụ.

## Cập nhật firmware
Canon cho người dùng 5D Mark III nâng cấp lên phiên bản firmware mới v1.1.3 giúp máy sửa một số lỗi cũng như thêm khả năng tương thích với các ống kính mới:
- Tương thích tốt hơn với ống kính mới EF40mm f/2.8 STM vừa được hãng giới thiệu vào cuối tháng này.
- Khắc phụ hiện tượng hình ảnh bị thiếu sáng khi sử dụng Auto Lighting Optimizer trong chế độ chụp liên tiếp Auto Exposure Bracketing (AEB).
- Khắc phụ hiện tượng đèn nền màn hình LCD không tự tắt trong một số tinh chỉnh của máy và để trong thời gian nhất định.
- Khắc phụ hiện tượng máy ảnh có thể không khởi động khi một số ống kính siêu tele (EF 300mm F2.8L IS II USM / EF 400mm F2.8L IS II USM) gắn vào với bộ mở rộng (Extender EF 1.4X III / Extender EF 2X III).
- Sửa lỗi ngôn ngữ với các tiếng Hà Lan, Ý, Hàn Quốc, Na Uy, Ba Lan và Thụy Điển.

Phiên bản 1.2.1 được đưa ra vào 30-4-2013 nhằm cải thiện đầu ra video không nén qua HDMI và hỗ trợ lấy nét ở khẩu f/8.
Firmware 1.2.3 được ra mắt 30-10-2013
Firmware 1.3.3 ra mắt vào ngày 29 tháng 1 năm 2015, sửa lại một số vấn đề trong menu và cải thiện khả năng lấy nét tự động khi chụp ở chế độ live view với các ống góc rộng.